# Élections législatives de 2024 dans la Haute-Garonne
Les élections législatives françaises de 2024 en Haute-Garonne se déroulent les 30 juin et 7 juillet 2024. Dans le département, dix députés sont à élire dans le cadre de dix circonscriptions, à la suite de la dissolution de l'Assemblée nationale par Emmanuel Macron.
Le choix de cette dissolution est pris après la défaite de la liste Renaissance aux élections européennes qui ont eu lieu le 9 juin 2024.

## Contexte
La Haute-Garonne fait partie de la région Occitanie qui pour favoriser le vote permettra aux électeurs d'aller voter en leur permettant l'accès gratuit aux trains pour le premier tour et pour le deuxième tour, le 30 juin et le 7 juillet, selon la socialiste Carole Delga à condition de remplir un formulaire (pour le train) en ligne et de fournir une carte d'électeur,.

### Débat radio-télévisé
Une émission de débat radio-télévisé a été proposé par une chaîne de télévision locale pour la dixième circonscription de Haute-Garonne. Toutefois, devant le refus du Rassemblement national, le débat n'a pas lieu.
Un débat radio-télévisé a été organisé et diffusé le mercredi 26 juin par France Bleu et France 3 Occitanie pour la septième circonscription de Haute-Garonne où se trouvent le Muretain, le Volvestre et le bassin d'Auterive. Il oppose les quatre candidats en lice : le député sortant Christophe Bex (LFI-Nouveau Front Populaire), Élisabeth Toutut-Picard (Ensemble pour la République), Gaëtan Inard (candidat Ciottiste allié au Rassemblement national) et Hervé Bergnes (Lutte Ouvrière),.

### Résultats des élections européennes de 2024 par circonscription
| Circonscription | RN      | ENS     | PS - PP | LFI     | LR     |
| --------------- | ------- | ------- | ------- | ------- | ------ |
| Circonscription |         |         |         |         |        |
| 1re             | 17,39 % | 13,76 % | 21,20 % | 15,99 % | 6,02 % |
| 2e              | 22,08 % | 13,45 % | 19,83 % | 13,61 % | 6,20 % |
| 3e              | 17,33 % | 16,94 % | 20,10 % | 10,39 % | 9,38 % |
| 4e              | 12,85 % | 12,99 % | 21,53 % | 21,46 % | 5,83 % |
| 5e              | 35,26 % | 12,72 % | 15,36 % | 7,97 %  | 5,84 % |
| 6e              | 26,39 % | 15,24 % | 19,68 % | 8,89 %  | 6,02 % |
| 7e              | 34,18 % | 11,54 % | 16,64 % | 9,12 %  | 4,63 % |
| 8e              | 35,85 % | 10,33 % | 17,59 % | 6,25 %  | 3,98 % |
| 9e              | 21,41 % | 11,79 % | 20,08 % | 16,58 % | 5,05 % |
| 10e             | 25,03 % | 15,37 % | 20,28 % | 7,45 %  | 6,34 % |

## Système électoral
Les élections législatives ont lieu au scrutin uninominal majoritaire à deux tours dans des circonscriptions uninominales.
Est élu au premier tour le candidat qui réunit la majorité absolue des suffrages exprimés et un nombre de voix au moins égal au quart des électeurs inscrits dans la circonscription, soit 25 %. Si aucun des candidats ne satisfait ces conditions, un second tour est organisé entre les candidats ayant réuni un nombre de voix au moins égal à un huitième des inscrits, soit 12,5 %. Les deux candidats arrivés en tête du 1er tour se maintiennent néanmoins par défaut si un seul ou aucun d'entre eux n'a atteint ce seuil. Au second tour, le candidat arrivé en tête est déclaré élu,.
Le seuil de qualification basé sur un pourcentage du total des inscrits et non des suffrages exprimés rend plus difficile l'accès au second tour lorsque l'abstention est élevée. Le système permet en revanche l'accès au second tour de plus de deux candidats si plusieurs d'entre eux franchissent le seuil de 12,5 % des inscrits. Les candidats en lice au second tour peuvent ainsi être trois, un cas de figure appelé « triangulaire ». Les second tours où s'affrontent quatre candidats, appelés « quadrangulaire » sont également possibles, mais beaucoup plus rares,.

### Partis et nuances
Les résultats des élections sont publiés en France par le ministère de l'Intérieur, qui classe les partis en leur attribuant des nuances politiques. Ces dernières sont décidées par les préfets, qui les attribuent indifféremment de l'étiquette politique déclarée par les candidats, qui peut être celle d'un parti ou une candidature sans étiquette.
Seuls le Parti communiste français (COM), La France insoumise (FI), le Parti socialiste (SOC), le Parti radical de gauche (RDG), Les Écologistes (VEC), Renaissance (RE), le Mouvement démocrate (MDM), Horizons (HOR), l'Union des démocrates et indépendants (UDI), Les Républicains (LR), le Rassemblement national (RN) et Reconquête (REC) se voient attribuer en 2024 des nuances propres. Les coalitions Ensemble et Nouveau front populaire, ainsi que les candidats de l'alliance LR-Ciotti-RN, en bénéficient également indirectement, les nuances Ensemble ! (Majorité présidentielle) (ENS), Union de la gauche (UG) et Union de l'extrême-droite (UXD) étant attribuables aux candidats bénéficiant respectivement du soutien de deux partis du centre, de deux partis de gauche ou de deux partis d'extrême-droite,.
Tous les autres partis se voient attribuer l'une ou l'autre des nuances suivantes : EXG (extrême gauche), DVG (divers gauche), ECO (écologiste), REG (régionaliste), DVC (divers centre), DVD (divers droite), DSV (droite souverainiste) et EXD (extrême droite). Des partis comme Debout la France ou Lutte ouvrière ne disposent ainsi pas de nuances propres, et leurs résultats nationaux ne sont pas publiés séparément par le ministère, car mélangés avec d'autres partis (respectivement dans les nuances DSV et EXG).

## Résultats

### Élus
| Circonscription | Député sortant                                      | Parti | Parti | Groupe    | Député élu ou réélu      | Parti | Parti | Groupe   |
| --------------- | --------------------------------------------------- | ----- | ----- | --------- | ------------------------ | ----- | ----- | -------- |
| 1re             | Hadrien Clouet                                      |       | LFI   | LFI-NUPES | Hadrien Clouet           |       | LFI   | LFI-NFP  |
| 2e              | Anne Stambach-Terrenoir                             |       | LFI   | LFI-NUPES | Anne Stambach-Terrenoir  |       | LFI   | LFI-NFP  |
| 3e              | Corinne Vignon                                      |       | RE    | RE        | Corinne Vignon           |       | RE    | EPR      |
| 4e              | François Piquemal                                   |       | LFI   | LFI-NUPES | François Piquemal        |       | LFI   | LFI-NFP  |
| 5e              | Jean-François Portarrieu                            |       | HOR   | HOR       | Jean-François Portarrieu |       | HOR   | app. HOR |
| 6e              | Monique Iborra                                      |       | RE    | RE        | Arnaud Simion            |       | PS    | SOC      |
| 7e              | Christophe Bex                                      |       | LFI   | LFI-NUPES | Christophe Bex           |       | LFI   | LFI-NFP  |
| 8e              | Joël Aviragnet                                      |       | PS    | SOC       | Joël Aviragnet           |       | PS    | SOC      |
| 9e              | Christine Arrighi                                   |       | LÉ    | ÉCO-NUPES | Christine Arrighi        |       | LÉ    | ÉcoS     |
| 10e             | Laurent Esquenet-Goxes suppléant de Dominique Faure |       | MoDem | DEM       | Jacques Oberti           |       | PS    | SOC      |

### Taux de participation
| Taux de participation | 1er tour | 1er tour | 1er tour   | 2d tour | 2d tour | 2d tour    | Différence entre les deux tours |
| Taux de participation | En 2022  | En 2024  | Différence | En 2022 | En 2024 | Différence | Différence entre les deux tours |
| --------------------- | -------- | -------- | ---------- | ------- | ------- | ---------- | ------------------------------- |
| À midi                | 20,25 %  | 29,45 %  | 8,79       | 22,84 % | 28,84 % | 6          | 0,2                             |
| À 17 heures           | 42,59 %  | 59,04 %  | 16,45      |         |         |            |                                 |
| Final                 | 53,48 %  | 72,80%   | 19,32      | 51,49 % | 72,41%  | 20,92      | 0,39                            |

### Résultats à l'échelle du département

#### Résultats par coalition
| Parti ou coalition                          | Parti ou coalition                                       | Parti ou coalition                                       | Premier tour | Premier tour | Premier tour | Second tour   | Second tour   | Second tour | Total Sièges  | +/-           |  |
| Parti ou coalition                          | Parti ou coalition                                       | Parti ou coalition                                       | Voix         | %            | Sièges       | Voix          | %             | Sièges      | Total Sièges  | +/-           |  |
| ------------------------------------------- | -------------------------------------------------------- | -------------------------------------------------------- | ------------ | ------------ | ------------ | ------------- | ------------- | ----------- | ------------- | ------------- |  |
|                                             |                                                          | La France insoumise (LFI)                                | 149 738      | 22,27        | 1            | 120 336       | 20,02         | 3           | 4             | en stagnation |  |
|                                             | Parti socialiste (PS)                                    | 79 413                                                   | 11,81        | 0            | 122 415      | 20,36         | 3             | 3           | 2             |               |  |
|                                             | Les Écologistes (LÉ)                                     | 26 472                                                   | 3,94         | 0            | 30 177       | 5,02          | 1             | 1           | en stagnation |               |  |
| Total Nouveau Front populaire (NFP)         | Total Nouveau Front populaire (NFP)                      | 255 623                                                  | 38,02        | 1            | 272 928      | 45,40         | 7             | 8           | 2             |               |  |
|                                             |                                                          | Rassemblement national (RN)                              | 171 031      | 25,44        | 0            | 181 874       | 30,25         | 0           | 0             | en stagnation |  |
|                                             | Républicains à droite (RÀD)                              | 30 042                                                   | 4,47         | 0            | 34 145       | 5,68          | 0             | 0           | Nv            |               |  |
| Total Rassemblement national et alliés (RN) | Total Rassemblement national et alliés (RN)              | 201 073                                                  | 29,91        | 0            | 216 019      | 35,93         | 0             | 0           | en stagnation |               |  |
|                                             |                                                          | Renaissance (RE)                                         | 86 947       | 12,93        | 0            | 49 909        | 8,30          | 1           | 1             | 2             |  |
|                                             | Parti radical (PRV)                                      | 22 910                                                   | 3,41         | 0            | Retrait      | Retrait       | Retrait       | 0           | 1             |               |  |
|                                             | Horizons (HOR)                                           | 31 494                                                   | 4,68         | 0            | 41 53        | 6,91          | 1             | 1           | 1             |               |  |
|                                             | Mouvement démocrate (MoDem)                              | 20 934                                                   | 3,11         | 0            | 20 819       | 3,46          | 0             | 0           | en stagnation |               |  |
|                                             | En commun (EC)                                           | 18 462                                                   | 2,75         | 0            | Retrait      | Retrait       | Retrait       | 0           | en stagnation |               |  |
| Total Ensemble pour la République (ENS)     | Total Ensemble pour la République (ENS)                  | 180 747                                                  | 26,88        | 0            | 112 261      | 18,67         | 2             | 2           | 2             |               |  |
|                                             | Reconquête (REC)                                         | Reconquête (REC)                                         | 9 022        | 1,34         | 0            |               |               |             | 0             | en stagnation |  |
|                                             | Lutte ouvrière (LO)                                      | Lutte ouvrière (LO)                                      | 6 119        | 0,91         | 0            | 0             | en stagnation |             |               |               |  |
|                                             |                                                          | Bastir Occitanie (BO)                                    | 3 534        | 0,53         | 0            | 0             | en stagnation |             |               |               |  |
| Total Pays unis (PU)                        | Total Pays unis (PU)                                     | 3 534                                                    | 0,53         | 0            | 0            | en stagnation |               |             |               |               |  |
|                                             |                                                          | Les Républicains (LR)                                    | 3 308        | 0,49         | 0            | 0             | en stagnation |             |               |               |  |
| Total Union de la droite et du centre (UDC) | Total Union de la droite et du centre (UDC)              | 3 308                                                    | 0,49         | 0            | 0            | en stagnation |               |             |               |               |  |
|                                             |                                                          | Les Universalistes (UNIV)                                | 2 773        | 0,41         | 0            | 0             | en stagnation |             |               |               |  |
| Total Tous unis pour le Vivant (TUPV)       | Total Tous unis pour le Vivant (TUPV)                    | 2 773                                                    | 0,41         | 0            | 0            | en stagnation |               |             |               |               |  |
|                                             | Résistons (RES)                                          | Résistons (RES)                                          | 2 088        | 0,31         | 0            | 0             | en stagnation |             |               |               |  |
|                                             |                                                          | L'Écologie autrement (LÉA)                               | 2 034        | 0,30         | 0            | 0             | en stagnation |             |               |               |  |
| Total Le Rassemblement (RAS)                | Total Le Rassemblement (RAS)                             | 2 034                                                    | 0,30         | 0            | 0            | en stagnation |               |             |               |               |  |
|                                             | Équinoxe                                                 | Équinoxe                                                 | 1 777        | 0,26         | 0            | 0             | Nv            |             |               |               |  |
|                                             |                                                          | Alliance centriste (AC)                                  | 1 202        | 0,18         | 0            | 0             | en stagnation |             |               |               |  |
| Total Le Centre (LC)                        | Total Le Centre (LC)                                     | 1 202                                                    | 0,18         | 0            | 0            | en stagnation |               |             |               |               |  |
|                                             | Debout la France (DLF)                                   | Debout la France (DLF)                                   | 746          | 0,11         | 0            | 0             | en stagnation |             |               |               |  |
|                                             | Nouveau Parti anticapitaliste - Révolutionnaires (NPA-R) | Nouveau Parti anticapitaliste - Révolutionnaires (NPA-R) | 322          | 0,05         | 0            | 0             | Nv            |             |               |               |  |
|                                             | Sans étiquette (SE)                                      | Sans étiquette (SE)                                      | 1 978        | 0,29         | 0            | 0             | en stagnation |             |               |               |  |
|                                             |                                                          |                                                          |              |              |              |               |               |             |               |               |  |
| Suffrages exprimés                          | Suffrages exprimés                                       | Suffrages exprimés                                       | 672 346      | 97,14        |              | 601 208       | 94,26         |             |               |               |  |
| Votes blancs                                | Votes blancs                                             | Votes blancs                                             | 13 892       | 2,01         | 27 229       | 4,27          |               |             |               |               |  |
| Votes nuls                                  | Votes nuls                                               | Votes nuls                                               | 5 878        | 0,85         | 9 354        | 1,47          |               |             |               |               |  |
| Total                                       | Total                                                    | Total                                                    | 692 116      | 100          | 1            | 637 791       | 100           | 9           | 10            | en stagnation |  |
| Abstentions                                 | Abstentions                                              | Abstentions                                              | 258 596      | 27,20        |              | 243 055       | 27,59         |             |               |               |  |
| Inscrits/Participation                      | Inscrits/Participation                                   | Inscrits/Participation                                   | 950 712      | 72,80        | 880 846      | 72,41         |               |             |               |               |  |

#### Résultats par nuances
| Nuance                 | Nuance                        | Nuance                 | Premier tour | Premier tour | Premier tour | Second tour | Second tour   | Second tour | Total Sièges | +/-           |  |
| Nuance                 | Nuance                        | Nuance                 | Voix         | %            | Sièges       | Voix        | %             | Sièges      | Total Sièges | +/-           |  |
| ---------------------- | ----------------------------- | ---------------------- | ------------ | ------------ | ------------ | ----------- | ------------- | ----------- | ------------ | ------------- |  |
|                        | Union de la gauche            | UG                     | 255 623      | 38,02        | 1            | 272 928     | 45,40         | 7           | 8            | 3             |  |
|                        | Ensemble pour la République ! | ENS                    | 180 747      | 26,88        | 0            | 112 261     | 18,67         | 2           | 2            | 2             |  |
|                        | Rassemblement national        | RN                     | 171 031      | 25,44        | 0            | 181 874     | 30,25         | 0           | 0            | en stagnation |  |
|                        | Union de l'extrême droite     | UXD                    | 30 042       | 4,47         | 0            | 34 145      | 5,68          | 0           | 0            | Nv            |  |
|                        | Reconquête                    | REC                    | 9 022        | 1,34         | 0            |             |               |             | 0            | en stagnation |  |
|                        | Extrême gauche                | EXG                    | 6 441        | 0,96         | 0            | 0           | en stagnation |             |              |               |  |
|                        | Écologistes                   | ECO                    | 5 856        | 0,87         | 0            | 0           | en stagnation |             |              |               |  |
|                        | Divers centre                 | DVC                    | 5 464        | 0,81         | 0            | 0           | en stagnation |             |              |               |  |
|                        | Les Républicains              | LR                     | 3 308        | 0,49         | 0            | 0           | en stagnation |             |              |               |  |
|                        | Divers droite                 | DVD                    | 1 967        | 0,29         | 0            | 0           | en stagnation |             |              |               |  |
|                        | Divers                        | DIV                    | 1 121        | 0,17         | 0            | 0           | en stagnation |             |              |               |  |
|                        | Divers gauche                 | DVG                    | 828          | 0,12         | 0            | 0           | en stagnation |             |              |               |  |
|                        | Droite souverainiste          | DSV                    | 746          | 0,11         | 0            | 0           | en stagnation |             |              |               |  |
|                        | Régionaliste                  | REG                    | 150          | 0,02         | 0            | 0           | en stagnation |             |              |               |  |
|                        |                               |                        |              |              |              |             |               |             |              |               |  |
| Suffrages exprimés     | Suffrages exprimés            | Suffrages exprimés     | 672 346      | 97,14        |              | 601 208     | 94,26         |             |              |               |  |
| Votes blancs           | Votes blancs                  | Votes blancs           | 13 892       | 2,01         | 27 229       | 4,27        |               |             |              |               |  |
| Votes nuls             | Votes nuls                    | Votes nuls             | 5 878        | 0,85         | 9 354        | 1,47        |               |             |              |               |  |
| Total                  | Total                         | Total                  | 692 116      | 100          | 1            | 637 791     | 100           | 9           | 10           | en stagnation |  |
| Abstentions            | Abstentions                   | Abstentions            | 258 596      | 27,20        |              | 243 055     | 27,59         |             |              |               |  |
| Inscrits/Participation | Inscrits/Participation        | Inscrits/Participation | 950 712      | 72,80        | 880 846      | 72,41       |               |             |              |               |  |

### Résultats par circonscription

#### Première circonscription
Député sortant : Hadrien Clouet (La France insoumise)
| Candidat                 | Candidat                 | Parti et coalition       | Nuances                  | Premier tour | Premier tour | Second tour | Second tour |
| Candidat                 | Candidat                 | Parti et coalition       | Nuances                  | Voix         | %            | Voix        | %           |
| ------------------------ | ------------------------ | ------------------------ | ------------------------ | ------------ | ------------ | ----------- | ----------- |
|                          | Hadrien Clouet           | LFI (NFP)                | UG                       | 26 985       | 45,52        | 29 059      | 49,97       |
|                          | Élodie Hobet,            | RE (ENS)                 | ENS                      | 16 063       | 27,10        | 15 842      | 27,24       |
|                          | Lola Chambelin           | RN                       | RN                       | 12 636       | 21,32        | 13 253      | 22,79       |
|                          | Évelyne Boujat           | BO (PU)                  | DVC                      | 1 601        | 2,70         |             |             |
|                          | Jean-Marie Trouillet     | REC                      | REC                      | 1 028        | 1,73         |             |             |
|                          | Alexis de Berranger      | SE                       | DIV                      | 574          | 0,97         |             |             |
|                          | Olivier Le Penven        | LO                       | EXG                      | 390          | 0,66         |             |             |
|                          |                          |                          |                          |              |              |             |             |
| Votes valides            | Votes valides            | Votes valides            | Votes valides            | 59 277       | 97,22        | 58 154      | 97,37       |
| Votes blancs             | Votes blancs             | Votes blancs             | Votes blancs             | 1 173        | 1,92         | 1 131       | 1,89        |
| Votes nuls               | Votes nuls               | Votes nuls               | Votes nuls               | 521          | 0,85         | 441         | 0,74        |
| Total                    | Total                    | Total                    | Total                    | 60 971       | 100          | 59 726      | 100         |
| Abstention               | Abstention               | Abstention               | Abstention               | 24 260       | 28,46        | 25 509      | 29,93       |
| Inscrits / participation | Inscrits / participation | Inscrits / participation | Inscrits / participation | 85 231       | 71,54        | 85 235      | 70,07       |

#### Deuxième circonscription
Députée sortante : Anne Stambach-Terrenoir (La France insoumise)
| Candidat                 | Candidat                 | Parti et coalition       | Nuances                  | Premier tour | Premier tour | Second tour | Second tour |
| Candidat                 | Candidat                 | Parti et coalition       | Nuances                  | Voix         | %            | Voix        | %           |
| ------------------------ | ------------------------ | ------------------------ | ------------------------ | ------------ | ------------ | ----------- | ----------- |
|                          | Anne Stambach-Terrenoir  | LFI (NFP)                | UG                       | 30 402       | 40,53        | 33 063      | 44,41       |
|                          | Jean-Luc Lagleize        | MoDem (ENS)              | ENS                      | 20 934       | 27,91        | 20 819      | 27,96       |
|                          | Frank Khalifa            | RN                       | RN                       | 19 815       | 26,41        | 20 575      | 27,63       |
|                          | Pauline Lorans           | REC                      | REC                      | 1 366        | 1,82         |             |             |
|                          | Maxime Mayoral           | LÉA (RAS)                | ECO                      | 1 306        | 1,74         |             |             |
|                          | Arthur Nestier           | Équinoxe                 | ECO                      | 606          | 0,81         |             |             |
|                          | Clotilde Barthélémy      | LO                       | EXG                      | 588          | 0,78         |             |             |
|                          |                          |                          |                          |              |              |             |             |
| Votes valides            | Votes valides            | Votes valides            | Votes valides            | 75 017       | 97,17        | 74 457      | 97,43       |
| Votes blancs             | Votes blancs             | Votes blancs             | Votes blancs             | 1 540        | 1,99         | 1 440       | 1,88        |
| Votes nuls               | Votes nuls               | Votes nuls               | Votes nuls               | 644          | 0,83         | 524         | 0,69        |
| Total                    | Total                    | Total                    | Total                    | 77 201       | 100          | 76 421      | 100         |
| Abstention               | Abstention               | Abstention               | Abstention               | 29 396       | 27,58        | 30 197      | 28,32       |
| Inscrits / participation | Inscrits / participation | Inscrits / participation | Inscrits / participation | 106 597      | 72,42        | 106 618     | 71,68       |

#### Troisième circonscription
Députée sortante : Corinne Vignon (Renaissance)
| Candidat                 | Candidat                 | Parti et coalition       | Nuances                  | Premier tour | Premier tour | Second tour | Second tour |
| Candidat                 | Candidat                 | Parti et coalition       | Nuances                  | Voix         | %            | Voix        | %           |
| ------------------------ | ------------------------ | ------------------------ | ------------------------ | ------------ | ------------ | ----------- | ----------- |
|                          | Agathe Roby              | LFI (NFP)                | UG                       | 21 064       | 34,58        | 22 986      | 38,31       |
|                          | Corinne Vignon           | RE (ENS)                 | ENS                      | 20 227       | 33,20        | 23 650      | 39,42       |
|                          | Stéphanie Alarcon        | RN                       | RN                       | 13 022       | 21,38        | 13 366      | 22,28       |
|                          | Clément Delmas           | LR (UDC)                 | LR                       | 3 307        | 5,43         |             |             |
|                          | Baptiste Robert          | SE                       | DVG                      | 828          | 1,36         |             |             |
|                          | Marie-Pierre Bouchet     | BO (PU)                  | DVC                      | 731          | 1,20         |             |             |
|                          | Philippe Soleri          | REC                      | REC                      | 683          | 1,12         |             |             |
|                          | Domitille Allorant       | Équinoxe                 | ECO                      | 613          | 1,01         |             |             |
|                          | Malena Adrada            | LO                       | EXG                      | 254          | 0,42         |             |             |
|                          | Philippe Maury           | RES                      | DVD                      | 162          | 0,27         |             |             |
|                          | Noël Némouthé            | SE                       | REG                      | 29           | 0,05         |             |             |
|                          |                          |                          |                          |              |              |             |             |
| Votes valides            | Votes valides            | Votes valides            | Votes valides            | 60 920       | 98,16        | 60 002      | 97,76       |
| Votes blancs             | Votes blancs             | Votes blancs             | Votes blancs             | 815          | 1,31         | 1 016       | 1,66        |
| Votes nuls               | Votes nuls               | Votes nuls               | Votes nuls               | 328          | 0,53         | 358         | 0,58        |
| Total                    | Total                    | Total                    | Total                    | 62 063       | 100          | 61 376      | 100         |
| Abstention               | Abstention               | Abstention               | Abstention               | 19 856       | 24,24        | 20 542      | 25,08       |
| Inscrits / participation | Inscrits / participation | Inscrits / participation | Inscrits / participation | 81 919       | 75,76        | 81 918      | 74,92       |

#### Quatrième circonscription
Député sortant : François Piquemal (La France insoumise)
| Candidat                 | Candidat                 | Parti et coalition       | Nuance                   | Premier tour | Premier tour |
| Candidat                 | Candidat                 | Parti et coalition       | Nuance                   | Voix         | %            |
| ------------------------ | ------------------------ | ------------------------ | ------------------------ | ------------ | ------------ |
|                          | François Piquemal        | LFI (NFP)                | UG                       | 25 681       | 53,39        |
|                          | Margaux Pech             | RE (ENS)                 | ENS                      | 12 950       | 26,92        |
|                          | Audrey Larregle          | RN                       | RN                       | 7 531        | 15,66        |
|                          | Jacme Delmas             | BO (PU)                  | DVC                      | 945          | 1,96         |
|                          | Arthur Cottrel           | REC                      | REC                      | 734          | 1,53         |
|                          | Patrick Marcireau        | LO                       | EXG                      | 262          | 0,54         |
|                          | Paul Cazals              | NPA-R                    | EXG                      | 0            | 0,00         |
|                          |                          |                          |                          |              |              |
| Votes valides            | Votes valides            | Votes valides            | Votes valides            | 48 103       | 97,87        |
| Votes blancs             | Votes blancs             | Votes blancs             | Votes blancs             | 650          | 1,32         |
| Votes nuls               | Votes nuls               | Votes nuls               | Votes nuls               | 397          | 0,81         |
| Total                    | Total                    | Total                    | Total                    | 49 150       | 100          |
| Abstention               | Abstention               | Abstention               | Abstention               | 20 810       | 29,75        |
| Inscrits / participation | Inscrits / participation | Inscrits / participation | Inscrits / participation | 69 960       | 70,25        |

#### Cinquième circonscription
Député sortant : Jean-François Portarrieu (Horizons)
| Candidat                 | Candidat                  | Parti et coalition       | Nuances                  | Premier tour | Premier tour | Second tour | Second tour |
| Candidat                 | Candidat                  | Parti et coalition       | Nuances                  | Voix         | %            | Voix        | %           |
| ------------------------ | ------------------------- | ------------------------ | ------------------------ | ------------ | ------------ | ----------- | ----------- |
|                          | Julien Leonardelli        | RN                       | RN                       | 29 897       | 39,52        | 32 338      | 43,78       |
|                          | Jean-François Portarrieu, | HOR (ENS)                | ENS                      | 22 267       | 29,43        | 41 533      | 56,22       |
|                          | Sylvie Espagnolle         | LFI (NFP)                | UG                       | 20 925       | 27,66        | Retrait     | Retrait     |
|                          | Dominique Piussan         | REC                      | REC                      | 1 443        | 1,91         |             |             |
|                          | Michel Laserge            | LO                       | EXG                      | 1 000        | 1,32         |             |             |
|                          | Sylvie Bonnemaison        | RES                      | REG                      | 121          | 0,16         |             |             |
|                          |                           |                          |                          |              |              |             |             |
| Votes valides            | Votes valides             | Votes valides            | Votes valides            | 75 653       | 96,67        | 73 871      | 94,77       |
| Votes blancs             | Votes blancs              | Votes blancs             | Votes blancs             | 1 933        | 2,47         | 2 973       | 3,81        |
| Votes nuls               | Votes nuls                | Votes nuls               | Votes nuls               | 672          | 0,86         | 1 105       | 1,42        |
| Total                    | Total                     | Total                    | Total                    | 78 258       | 100          | 77 949      | 100         |
| Abstention               | Abstention                | Abstention               | Abstention               | 30 528       | 28,06        | 30 870      | 28,37       |
| Inscrits / participation | Inscrits / participation  | Inscrits / participation | Inscrits / participation | 108 786      | 71,94        | 108 819     | 71,63       |

#### Sixième circonscription
Député sortant : Monique Iborra (Renaissance)
| Candidat                 | Candidat                 | Parti et coalition       | Nuances                  | Premier tour | Premier tour | Second tour | Second tour |
| Candidat                 | Candidat                 | Parti et coalition       | Nuances                  | Voix         | %            | Voix        | %           |
| ------------------------ | ------------------------ | ------------------------ | ------------------------ | ------------ | ------------ | ----------- | ----------- |
|                          | Arnaud Simion            | PS (NFP)                 | UG                       | 29 031       | 34,03        | 47 670      | 60,40       |
|                          | Nadine Demange-Fierlej   | RN                       | RN                       | 26 379       | 30,92        | 31 256      | 39,60       |
|                          | Monique Iborra           | RE (ENS)                 | ENS                      | 25 256       | 29,60        | Retrait     | Retrait     |
|                          | Sandra Laporte           | UNIV (TUPV)              | ECO                      | 2 773        | 3,25         |             |             |
|                          | Annaël Gérard            | REC                      | REC                      | 1 104        | 1,29         |             |             |
|                          | Michèle Puel             | LO                       | EXG                      | 774          | 0,91         |             |             |
|                          |                          |                          |                          |              |              |             |             |
| Votes valides            | Votes valides            | Votes valides            | Votes valides            | 85 317       | 97,34        | 78 926      | 91,07       |
| Votes blancs             | Votes blancs             | Votes blancs             | Votes blancs             | 1 621        | 1,85         | 5 902       | 6,81        |
| Votes nuls               | Votes nuls               | Votes nuls               | Votes nuls               | 714          | 0,81         | 1 834       | 2,12        |
| Total                    | Total                    | Total                    | Total                    | 87 652       | 100          | 86 662      | 100         |
| Abstention               | Abstention               | Abstention               | Abstention               | 29 722       | 25,32        | 30 733      | 26,18       |
| Inscrits / participation | Inscrits / participation | Inscrits / participation | Inscrits / participation | 117 374      | 74,68        | 117 395     | 73,82       |

#### Septième circonscription
Député sortant : Christophe Bex (La France insoumise)
| Candidat                 | Candidat                 | Parti et coalition       | Nuances                  | Premier tour | Premier tour | Second tour | Second tour |
| Candidat                 | Candidat                 | Parti et coalition       | Nuances                  | Voix         | %            | Voix        | %           |
| ------------------------ | ------------------------ | ------------------------ | ------------------------ | ------------ | ------------ | ----------- | ----------- |
|                          | Gaëtan Inard             | RÀD (RN)                 | UXD                      | 30 042       | 40,37        | 34 145      | 49,22       |
|                          | Christophe Bex           | LFI (NFP)                | UG                       | 24 681       | 33,17        | 35 228      | 50,78       |
|                          | Élisabeth Toutut-Picard  | EC - RE (ENS)            | ENS                      | 18 462       | 24,81        | Retrait     | Retrait     |
|                          | Hervé Bergnes            | LO                       | EXG                      | 1 223        | 1,64         |             |             |
|                          |                          |                          |                          |              |              |             |             |
| Votes valides            | Votes valides            | Votes valides            | Votes valides            | 74 408       | 96,49        | 69 373      | 90,52       |
| Votes blancs             | Votes blancs             | Votes blancs             | Votes blancs             | 1 914        | 2,48         | 5 496       | 7,17        |
| Votes nuls               | Votes nuls               | Votes nuls               | Votes nuls               | 795          | 1,03         | 1 766       | 2,30        |
| Total                    | Total                    | Total                    | Total                    | 77 117       | 100          | 76 635      | 100         |
| Abstention               | Abstention               | Abstention               | Abstention               | 31 112       | 28,75        | 31 620      | 29,21       |
| Inscrits / participation | Inscrits / participation | Inscrits / participation | Inscrits / participation | 108 229      | 71,25        | 108 255     | 70,79       |

#### Huitième circonscription
Député sortant : Joël Aviragnet (Parti socialiste)
| Candidat                 | Candidat                   | Parti et coalition       | Nuances                  | Premier tour | Premier tour | Second tour | Second tour |
| Candidat                 | Candidat                   | Parti et coalition       | Nuances                  | Voix         | %            | Voix        | %           |
| ------------------------ | -------------------------- | ------------------------ | ------------------------ | ------------ | ------------ | ----------- | ----------- |
|                          | Loïc Delchard              | RN                       | RN                       | 23 893       | 40,54        | 27 665      | 48,13       |
|                          | Joël Aviragnet             | PS (NFP)                 | UG                       | 21 751       | 36,90        | 29 813      | 51,87       |
|                          | Céline Laurenties-Barrière | HOR (ENS)                | ENS                      | 9 227        | 15,65        |             |             |
|                          | Wilfried Serre             | RES                      | DVD                      | 1 805        | 3,06         |             |             |
|                          | Lucie Viola                | DLF                      | DSV                      | 746          | 1,27         |             |             |
|                          | Alain Peres                | REC                      | REC                      | 728          | 1,24         |             |             |
|                          | Martine Guiraud            | LO                       | EXG                      | 536          | 0,91         |             |             |
|                          | Dominique Darrozés         | BO (PU)                  | DVC                      | 257          | 0,44         |             |             |
|                          |                            |                          |                          |              |              |             |             |
| Votes valides            | Votes valides              | Votes valides            | Votes valides            | 58 943       | 96,67        | 57 478      | 93,29       |
| Votes blancs             | Votes blancs               | Votes blancs             | Votes blancs             | 1 322        | 2,17         | 2 706       | 4,39        |
| Votes nuls               | Votes nuls                 | Votes nuls               | Votes nuls               | 709          | 1,16         | 1 428       | 2,32        |
| Total                    | Total                      | Total                    | Total                    | 60 974       | 100          | 61 612      | 100         |
| Abstention               | Abstention                 | Abstention               | Abstention               | 25 122       | 29,18        | 24 447      | 28,41       |
| Inscrits / participation | Inscrits / participation   | Inscrits / participation | Inscrits / participation | 86 096       | 70,82        | 86 059      | 71,59       |

#### Neuvième circonscription
Député sortant : Christine Arrighi (Les Écologistes)
| Candidat                 | Candidat                 | Parti et coalition       | Nuances                  | Premier tour | Premier tour | Second tour | Second tour |
| Candidat                 | Candidat                 | Parti et coalition       | Nuances                  | Voix         | %            | Voix        | %           |
| ------------------------ | ------------------------ | ------------------------ | ------------------------ | ------------ | ------------ | ----------- | ----------- |
|                          | Christine Arrighi        | LÉ (NFP)                 | UG                       | 26 472       | 47,53        | 30 177      | 54,50       |
|                          | Caroline Béout           | RN                       | RN                       | 13 865       | 24,89        | 14 775      | 26,68       |
|                          | Florian Delrieu          | RE (ENS)                 | ENS                      | 12 451       | 22,36        | 10 417      | 18,81       |
|                          | Camille Clinet           | AC (LC)                  | DVC                      | 1 202        | 2,16         |             |             |
|                          | Christelle Filippi       | REC                      | REC                      | 813          | 1,46         |             |             |
|                          | Henri Martin             | LO                       | EXG                      | 569          | 1,02         |             |             |
|                          | Nathanaëlle Loubet-Sruh  | NPA-R                    | EXG                      | 322          | 0,58         |             |             |
|                          |                          |                          |                          |              |              |             |             |
| Votes valides            | Votes valides            | Votes valides            | Votes valides            | 55 694       | 97,39        | 55 369      | 97,60       |
| Votes blancs             | Votes blancs             | Votes blancs             | Votes blancs             | 1 026        | 1,79         | 979         | 1,73        |
| Votes nuls               | Votes nuls               | Votes nuls               | Votes nuls               | 469          | 0,82         | 382         | 0,67        |
| Total                    | Total                    | Total                    | Total                    | 57 189       | 100          | 56 730      | 100         |
| Abstention               | Abstention               | Abstention               | Abstention               | 24 179       | 29,72        | 24 648      | 30,29       |
| Inscrits / participation | Inscrits / participation | Inscrits / participation | Inscrits / participation | 81 368       | 70,28        | 81 378      | 69,71       |

#### Dixième circonscription
Député sortant : Laurent Esquenet-Goxes (Mouvement démocrate), élu en 2022 en tant que suppléant de Dominique Faure (Parti radical - Renaissance)
| Candidat                 | Candidat                 | Parti et coalition       | Nuances                  | Premier tour | Premier tour | Second tour | Second tour |
| Candidat                 | Candidat                 | Parti et coalition       | Nuances                  | Voix         | %            | Voix        | %           |
| ------------------------ | ------------------------ | ------------------------ | ------------------------ | ------------ | ------------ | ----------- | ----------- |
|                          | Jacques Oberti           | PS (NFP)                 | UG                       | 28 631       | 36,24        | 44 932      | 61,07       |
|                          | Caroline Falgas-Colomina | RN                       | RN                       | 23 993       | 30,37        | 28 646      | 38,93       |
|                          | Dominique Faure,         | PRV - RE (ENS)           | ENS                      | 22 910       | 28,99        | Retrait     | Retrait     |
|                          | Romain Gresle            | REC                      | REC                      | 1 123        | 1,42         |             |             |
|                          | Frédérique Soulier       | LÉA (RAS)                | DVC                      | 728          | 0,92         |             |             |
|                          | Adrien Bourgeade         | Équinoxe                 | ECO                      | 558          | 0,71         |             |             |
|                          | Lucile Souche            | LO                       | EXG                      | 523          | 0,66         |             |             |
|                          | Gilles Corso             | SE                       | DIV                      | 389          | 0,49         |             |             |
|                          | Arlette Bouzon           | SE                       | DIV                      | 158          | 0,20         |             |             |
|                          | François Ubeda           | LR (UDC)                 | LR                       | 1            | 0,00         |             |             |
|                          |                          |                          |                          |              |              |             |             |
| Votes valides            | Votes valides            | Votes valides            | Votes valides            | 79 014       | 96,90        | 73 578      | 91,20       |
| Votes blancs             | Votes blancs             | Votes blancs             | Votes blancs             | 1 898        | 2,33         | 5 586       | 6,92        |
| Votes nuls               | Votes nuls               | Votes nuls               | Votes nuls               | 629          | 0,77         | 1 516       | 1,88        |
| Total                    | Total                    | Total                    | Total                    | 81 541       | 100          | 80 680      | 100         |
| Abstention               | Abstention               | Abstention               | Abstention               | 23 611       | 22,45        | 24 489      | 23,29       |
| Inscrits / participation | Inscrits / participation | Inscrits / participation | Inscrits / participation | 105 152      | 77,55        | 105 169     | 76,71       |